# 대한민국 민법 제756조
대한민국 민법 제756조는 사용자의 배상책임에 대한 민법조문이다.

## 조문
제756조(사용자의 배상책임)
(1) 타인을 사용하여 어느 사무에 종사하게 한 자는 피용자가 그 사무집행에 관하여 제삼자에게 가한 손해를 배상할 책임이 있다. 그러나 사용자가 피용자의 선임 및 그 사무감독에 상당한 주의를 한 때 또는 상당한 주의를 하여도 손해가 있을 경우에는 그러하지 아니하다.
(2) 사용자에 갈음하여 그 사무를 감독하는 자도 전항의 책임이 있다.
(3) 전2항의 경우에 사용자 또는 감독자는 피용자에 대하여 구상권을 행사할 수 있다.

第756條(使用者의 賠償責任) ① 他人을 使用하여 어느 事務에 從事하게 한 者는 被用者가 그 事務執行에 關하여 第三者에게 加한 損害를 賠償할 責任이 있다. 그러나 使用者가 被用者의 選任 및 그 事務監督에 相當한 注意를 한 때 또는 相當한 注意를 하여도 損害가 있을 境遇에는 그러하지 아니하다.
②使用者에 가름하여 그 事務를 監督하는 者도 前項의 責任이 있다.
③前2項의 境遇에 使用者 또는 監督者는 被用者에 對하여 求償權을 行使할 수 있다.

## 비교 조문
일본민법 제715조 (사용자 등의 책임) 어떤 사업을 위해 타인을 사용하는 자는 피용자가 그 사업의 집행에 있어서 제3자에 가한 손해를 배상할 책임을 진다. 그러나, 사용자가 피용자의 선임 및 그 사업의 감독에 있어서 상당한 주의를 한 때 또는 상당한 주의를 하여도 손해가 발생할 것인 때에는 그러하지 아니하다.
2 사용자를 대신하여 사업을 감독하는 자도 전항의 책임을 진다.
3 전2항의 규정은 사용자 또는 감독자가 피용자에 대하여 구상권을 행사함을 방해하지 아니한다.

## 판례
- 민법 제756조 소정의 '사무집행에 관하여'라는 규정의 뜻은 원칙적으로 그것이 피용자의 직무범위에 속하는 행위이어야 할 것이나 피용자의 직무집행행위 그 자체는 아니나 그 행위의 외형으로 관찰하여 마치 직무의 범위내에 속하는 것과 같이 보이는 행위도 포함하는 것이라고 새겨야 한다.[1]

## 참고문헌
- 성준호 /SUNG JOONHO. (2012). 민법 제756조 사용자책임의 본질론 소고. 가천법학, 5(3), 205-239.
- 신국미. (2011). 민법 제756조 제2항의 “사용자에 갈음하여 사무를 감독한 자”의 의미 -사무감독자의 판단기준으로서 ‘현실적 감독관계’를 중심으로-. 재산법연구, 27(3), 195-224.
- 김민정. (2013). 하청업체의 직장 내 성희롱 사건에서 민법 제756조의 사용자 배상책임자의 범위. 이화젠더법학, 5(1), 125-134.
- 김봉수. (2015). 사용자책임(제756조)의 구분적 규율에 대한 입법적 검토. 법학논총, 22(1), 159-184.

## 같이 보기
- 손해배상
- 사용자책임
- 불법행위